# Formule 3000 v roce 1987
Formule 3000 v roce 1987 byla třetím ročníkem disciplíny Formule 3000. Uskutečnilo se 11 Velkých cen této formule a mistrem světa se stal italský jezdec Stefano Modena s vozem March 87B.

## Pravidla
Boduje prvních 6 jezdců podle klíče:
- První - 9 bodů
- Druhý - 6 bodů
- Třetí - 4 body
- Čtvrtý - 3 body
- Pátý - 2 body
- Šestý - 1 bod

## Velké ceny
| Datum        | Závod                         | Vítěz             | Vůz          | Výsledky |
| ------------ | ----------------------------- | ----------------- | ------------ | -------- |
| 12. duben    | BRDC International Trophy     | Mauricio Gugelmin | Ralt RT21/87 | Výsledky |
| 10. květen   | Gran Premio di Roma           | Stefano Modena    | March 87B    | Výsledky |
| 16. květen   | Spa                           | Michel Trollé     | Lola T87/50  | Výsledky |
| 8. červen    | Grand Prix Pau                | Yannick Dalmas    | March 87B    | Výsledky |
| 28. červen   | Donington                     | Luis Perez Sala   | Lola T87/50  | Výsledky |
| 19. červenec | Gran Premio dell Mediterraneo | Roberto Moreno    | Ralt RT21/87 | Výsledky |
| 3. srpen     | Brands Hatch                  | Julian Bailey     | Lola T87/50  | Výsledky |
| 31. srpen    | Birmingham                    | Stefano Modena    | March 87B    | Výsledky |
| 13. září     | Imola                         | Stefano Modena    | March 87B    | Výsledky |
| 27. září     | Le Mans                       | Luis Perez Sala   | Lola T87/50  | Výsledky |
| 11. říjen    | Jarama                        | Yannick Dalmas    | March 87B    | Výsledky |

## Konečné hodnocení Mistrovství Světa

### Jezdci
| P  | Jezdec                    | Body |
| -- | ------------------------- | ---- |
| 1  | Stefano Modena            | 41   |
| 2  | Luis Pèrez Sala           | 33   |
| 3  | Roberto Moreno            | 30   |
| 4  | Mauricio Gugelmin         | 29   |
| 5  | Yannick Dalmas            | 20   |
| 6  | Michel Trollé             | 16,5 |
| 7  | Julian Bailey             | 13   |
| 8  | Lamberto Leoni            | 12   |
| 9  | Gabriele Tarquini         | 12   |
| 10 | Russell Spence            | 10   |
| 11 | Pierluigi Martini         | 8    |
| 12 | John Jones                | 8    |
| 13 | Pierre-Henri Raphanel     | 7    |
| 14 | Mark Blundell             | 5    |
| 15 | Michel Ferte              | 5    |
| 16 | Andy Wallace              | 4,5  |
| 17 | Olivier Grouillard        | 4    |
| 18 | Paul Belmondo             | 2    |
| 19 | Marco Apicella            | 1    |
| 20 | Alfonso Garcia de Vinuesa | 1    |
| 21 | Gary Evans                | 0,5  |